# گورستان سیا سونچ
قبرستان سیا سونچ مربوط به سده‌های متاخر دوران‌های تاریخی پس از اسلام است و در شهرستان سرباز، بخش مرکزی، دهستان پارود، روستای مورتان واقع شده و این اثر در تاریخ ۲۷ اسفند ۱۳۸۷ با شمارهٔ ثبت ۲۶۲۲۳ به‌عنوان یکی از آثار ملی ایران به ثبت رسیده است.